# Anan Khalaili
Anan Khalaili (in ebraico ענאן ח'לאילי‎?, in arabo عنان خلايلي‎?; Haifa, 3 settembre 2004) è un calciatore israeliano, attaccante dell'Union Saint-Gilloise e della Nazionale israeliana.

## Biografia
È nato ad Haifa da una famiglia arabo-israeliana proveniente da Sakhnin. Suo padre Majdi Khalaily è un ex calciatore che ha giocato come portiere.

## Carriera

### Club
Khalaili ha iniziato a giocare nelle giovanili del Beitar Haifa nel 2012 e due anni più tardi è stato acquistato dal più blasonato Maccabi Haifa. Il 2 febbraio 2022 ha debuttato in prima squadra nell'incontro di Coppa d'Israele vinto 2-1 contro l'Hapoel Hadera. Ha segnato il suo primo gol l'11 luglio 2023 contro l'Ħamrun Spartans in un incontro di qualificazione per la UEFA Champions League.

### Nazionale
Il 7 maggio 2023 è stato incluso nella lista dei convocati per il Mondiale Under-20. Il 14 giugno seguente è stato convocato per l'Europeo Under-21.
Ha debuttato con la Nazionale maggiore il 15 novembre 2023 nell'incontro di qualificazione per il Campionato europeo 2024 pareggiato 1-1 contro la Svizzera.

## Statistiche

### Presenze e reti nei club
Statistiche aggiornate al 20 novembre 2023.
| Stagione        | Squadra         | Campionato      | Campionato | Campionato | Coppe nazionali | Coppe nazionali | Coppe nazionali | Coppe continentali | Coppe continentali | Coppe continentali | Altre coppe | Altre coppe | Altre coppe | Totale | Totale | Totale |
| Stagione        | Squadra         | Comp            | Pres       | Reti       | Comp            | Pres            | Reti            | Comp               | Pres               | Reti               | Comp        | Pres        | Reti        | Pres   | Reti   |        |
| --------------- | --------------- | --------------- | ---------- | ---------- | --------------- | --------------- | --------------- | ------------------ | ------------------ | ------------------ | ----------- | ----------- | ----------- | ------ | ------ | ------ |
| 2021-2022       | Maccabi Haifa   | LHA             | 0          | 0          | CI+TC           | 1+0             | 0               |                    | -                  | -                  |             | -           | -           | 1      | 0      |        |
| 2022-2023       | Maccabi Haifa   | LHA             | 0          | 0          | CI+TC           | 0               | 0               |                    | -                  | -                  |             | -           | -           | 0      | 0      |        |
| 2023-2024       | Maccabi Haifa   | LHA             | 4          | 0          | CI+TC           | 1+1             | 1+1             | UCL+UEL            | 6+3                | 1+0                |             | -           | -           | 15     | 3      |        |
| Totale carriera | Totale carriera | Totale carriera | 4          | 0          |                 | 3               | 2               |                    | 9                  | 1                  |             | -           | -           | 16     | 3      |        |

### Cronologia presenze e reti in nazionale
| Cronologia completa delle presenze e delle reti in nazionale ― Israele | Cronologia completa delle presenze e delle reti in nazionale ― Israele | Cronologia completa delle presenze e delle reti in nazionale ― Israele | Cronologia completa delle presenze e delle reti in nazionale ― Israele | Cronologia completa delle presenze e delle reti in nazionale ― Israele | Cronologia completa delle presenze e delle reti in nazionale ― Israele | Cronologia completa delle presenze e delle reti in nazionale ― Israele | Cronologia completa delle presenze e delle reti in nazionale ― Israele |
| Data                                                                   | Città                                                                  | In casa                                                                | Risultato                                                              | Ospiti                                                                 | Competizione                                                           | Reti                                                                   | Note                                                                   |
| ---------------------------------------------------------------------- | ---------------------------------------------------------------------- | ---------------------------------------------------------------------- | ---------------------------------------------------------------------- | ---------------------------------------------------------------------- | ---------------------------------------------------------------------- | ---------------------------------------------------------------------- | ---------------------------------------------------------------------- |
| 15-11-2023                                                             | Felcsút                                                                | Israele                                                                | 1 – 1                                                                  | Svizzera                                                               | Qual. Euro 2024                                                        | -                                                                      | 81’                                                                    |
| 18-11-2023                                                             | Felcsút                                                                | Israele                                                                | 1 – 2                                                                  | Romania                                                                | Qual. Euro 2024                                                        | -                                                                      | 76’                                                                    |
| 21-11-2023                                                             | Andorra la Vella                                                       | Andorra                                                                | 0 – 2                                                                  | Israele                                                                | Qual. Euro 2024                                                        | -                                                                      | 46’                                                                    |
| 21-3-2024                                                              | Budapest                                                               | Israele                                                                | 1 – 4                                                                  | Islanda                                                                | Qual. Euro 2024                                                        | -                                                                      | 71’                                                                    |
| 6-9-2024                                                               | Debrecen                                                               | Belgio                                                                 | 3 – 1                                                                  | Israele                                                                | UEFA Nations League 2024-2025 - 1º turno                               | -                                                                      |                                                                        |
| 9-9-2024                                                               | Budapest                                                               | Israele                                                                | 1 – 2                                                                  | Italia                                                                 | UEFA Nations League 2024-2025 - 1º turno                               | -                                                                      | 46’                                                                    |
| 10-10-2024                                                             | Budapest                                                               | Israele                                                                | 1 – 4                                                                  | Francia                                                                | UEFA Nations League 2024-2025 - 1º turno                               | -                                                                      | 62’                                                                    |
| 14-10-2024                                                             | Udine                                                                  | Italia                                                                 | 4 – 1                                                                  | Israele                                                                | UEFA Nations League 2024-2025 - 1º turno                               | -                                                                      | 64’                                                                    |
| 14-11-2024                                                             | Saint-Denis                                                            | Francia                                                                | 0 – 0                                                                  | Israele                                                                | UEFA Nations League 2024-2025 - 1º turno                               | -                                                                      | 84’                                                                    |
| 25-3-2025                                                              | Debrecen                                                               | Israele                                                                | 2 – 4                                                                  | Norvegia                                                               | Qual. Mondiali 2026                                                    | -                                                                      | 78’                                                                    |
| 6-6-2025                                                               | Tallinn                                                                | Estonia                                                                | 1 – 3                                                                  | Israele                                                                | Qual. Mondiali 2026                                                    | -                                                                      | 66’                                                                    |
| Totale                                                                 |                                                                        | Presenze                                                               | 11                                                                     |                                                                        | Reti                                                                   | 0                                                                      |                                                                        |

## Palmarès

### Club

#### Competizioni nazionali
- Supercoppa d'Israele: 1

Maccabi Haifa: 2023
- Supercoppa del Belgio: 1

Union Saint-Gilloise: 2024
- Campionato belga: 1

Union Saint-Gilloise: 2024-2025